# Jean-Charles Luperto
Jean-Charles Luperto (Namen, 17 november 1973) is een Belgisch politicus voor de Waalse partij PS. Hij bezit zowel de Franse als de Belgische nationaliteit.

## Biografie
In 1997 werd Luperto licentiaat in de journalistiek en in 1999 licentiaat in de criminologie aan de ULB. Van 1999 tot 2001 was hij parlementair medewerker van de PS-fractie in de Kamer van volksvertegenwoordigers, waarbij hij werd belast met dossiers betreffende Binnenlandse Zaken, Openbaar Ambt en Algemene Zaken, alsook met de betrekkingen met de pers. 
In oktober 1994 werd hij verkozen tot gemeenteraadslid van Sambreville, voor de lokale lijst IC. In februari 1996 verliet hij de IC-fractie en ging hij als onafhankelijke zetelen. Vervolgens kwam het geleidelijk aan tot een toenadering met de lokale afdeling van de PS en burgemeester Jean-Baptiste Poulain in het bijzonder en uiteindelijk sloot zich aan bij de partij. In 1998 richtte Luperto in Sambreville de vzw Idamo op, die zich ontfermde over jeugdhulp op het terrein middels acties van preventie en remediëring. 
Van 2001 tot 2006 was Luperto eerste schepen van Sambreville, bevoegd voor Jeugd, Nieuwe Technologieën, Wijken en Externe Betrekkingen. Na de gemeenteraadsverkiezingen van oktober 2006 werd hij burgemeester van de stad. Hierbij nam hij tevens de bevoegdheden Financiën, Economische Ontwikkeling en Werk op zich. Zowel na de gemeenteraadsverkiezingen van 2012 als die van 2018 kon hij burgemeester blijven. Van 2001 tot 2004 was hij eveneens voorzitter van de intercommunale voor gezondheidszorg in de Basse-Sambre en ook was hij van 2007 tot 2011 lid van de raad van bestuur van de openbare vervoersmaatschappij TEC in Namen-Luxemburg en van 2007 tot 2013 bestuurder bij het Economisch Bureau van de provincie Namen.
Luperto werd bij de Waalse verkiezingen van juni 2004 voor het eerst verkozen in het arrondissement Namen en nam daarna zitting in het Waals Parlement en het Parlement van de Franse Gemeenschap, waar hij uiteindelijk tot in juni 2024 bleef zetelen, toen hij niet meer werd herkozen. In zijn eerste legislatuur was hij van 2004 tot 2009 in het Waals Parlement voorzitter van de commissie Werk, Opleiding, Onderzoek, Nieuwe Technologieën en Telecommunicatie, die in 2006 werd herdoopt tot de commissie Economie, Werk, Buitenlandse Handel en Opleiding, en in het Parlement van de Franse Gemeenschap lid van de commissie Onderwijs. Van 16 juli 2009 tot 10 november 2014 was hij vervolgens voorzitter van het Parlement van de Franse Gemeenschap.
Nadat Luperto ontslag had genomen uit die laatste functie (zie onder), was hij in het Parlement van de Franse Gemeenschap van 2015 tot 2019 vicevoorzitter van de commissie Internationale Betrekkingen, Europese Aangelegenheden, Algemene Zaken, Universitaire Ziekenhuizen en Zorgpersoneel en in het Waals Parlement van 2017 tot 2019 lid van de commissie Lokale Besturen, Huisvesting en Sportinfrastructuren. In de legislatuur 2019-2024 was hij in de Waalse assemblee vicevoorzitter van de commissie Algemene Zaken en Internationale Betrekkingen en vicevoorzitter van de gelijknamige commissie in de Franse Gemeenschapsassemblee.